# Montes Cirénia

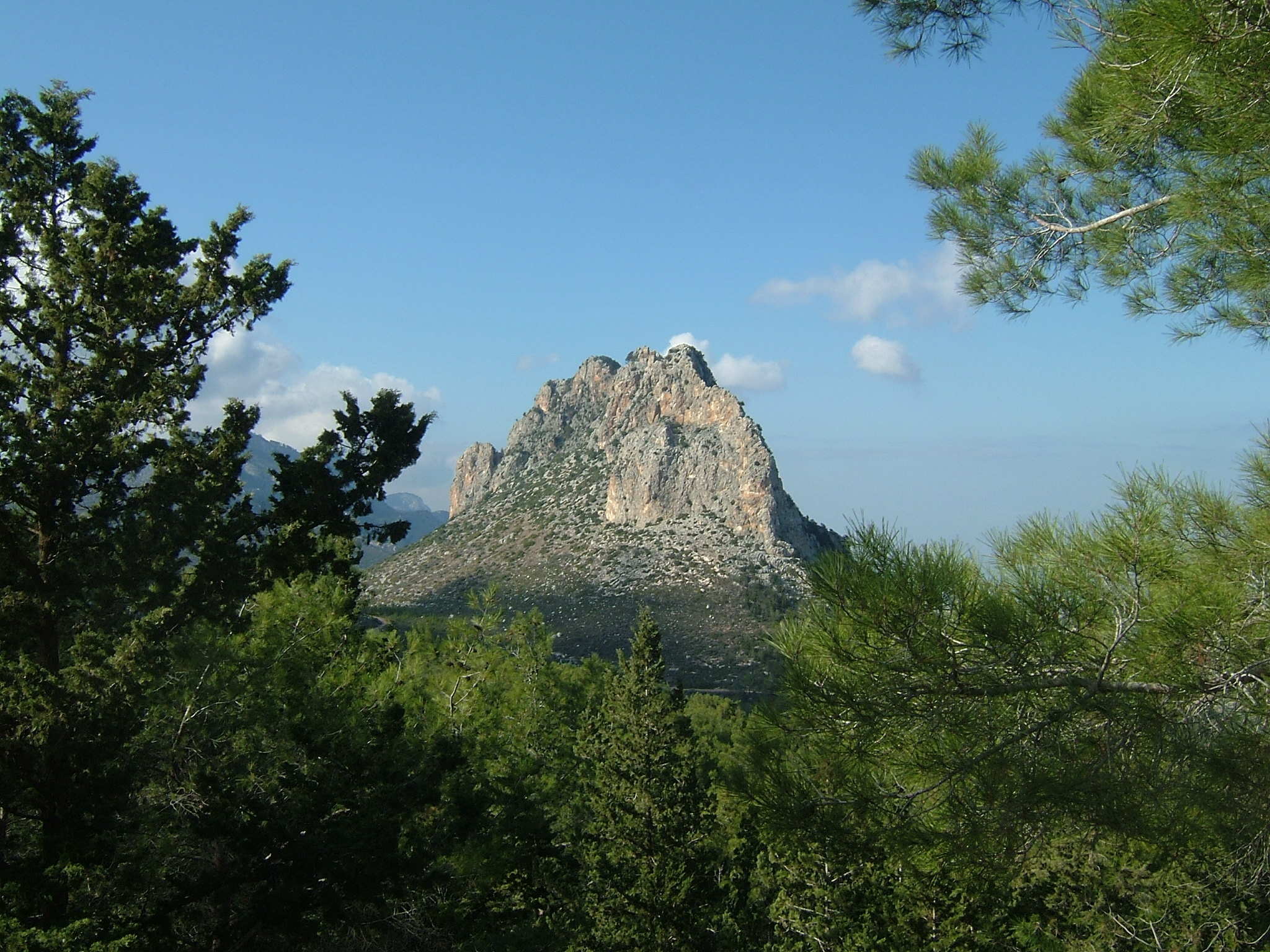
Pentadáctilos

Os montes Cirénia (português europeu) ou montes Cirênia (português brasileiro) (em grego: Πενταδάκτυλος; romaniz.: Pentadáktylos, "cinco dedos"; em turco: Beşparmak Dağları, com o mesmo significado) são uma cordilheira do centro-norte de Chipre com cerca de 160 km de comprimento (no território ocupado pela República Turca do Chipre do Norte). Têm o nome da cidade portuária de Cirénia. Por vezes os nomes Pentadáctilos/Beşparmaklar são sinónimos de toda a cordilheira dos montes Cirénia, e por vezes referem apenas a parte ocidental. A montanha mais alta, chamada Kyparissovouno (grego) ou Selvili Tepe (turco), atinge 1024 m de altitude. A metade ocidental da cordilheira é conhecida pela montanha dos "cinco dedos". 
Estas montanhas desempenham um importante papel na cultura do Chipre. Há nelas muitos castelos e mosteiros, incluindo o famoso castelo de Santo Hilarião, Buffavento, e o castelo de Kantara. Tal é motivado pela sua localização muito próxima do mar. A maioria das fortificações data dos séculos X a XV, tendo sido construídos pelos bizantinos.
Estas montanhas são uma série de formações sedimentares do Pérmico ao Miocénio Médio, criadas pela colisão da placa africana com a placa euroasiática. Embora a máxima altitude seja cerca de metade da outra grande cordilheira do Chipre, os Montes Troodos, as montanhas Cirénia são rugosas e sobressaem abruptamente da planície Mesaoria.